# Fiñana (stacja kolejowa)
Fiñana (hiszp. Estación de Fiñana) – stacja kolejowa w Fiñana, w Prowincji Almería, we wspólnocie autonomicznej Andaluzja, w Hiszpanii.
Obsługuje pociągi dużego i średniego dystansu Renfe Operadora.

## Położenie stacji
Znajduje się na linii kolejowej Linares Baeza – Almería w km 181,8.

## Historia
Stacja została otwarta 26 lipca 1895 wraz z odcinkiem Guadix-Almería linii łączącej Linares z portem w Almeríi. Pracami budowlanymi i eksploatacją linii zajęła się Compañía de los Caminos de Hierro del Sur de España, która od 1929 została przejęta przez Compañía de los Ferrocarriles Andaluces. W 1936 w czasie Drugiej Republiki Hiszpańskiej została połączona z Compañía Nacional de los Ferrocarriles del Oeste. Stan ten się utrzymywał do czasu nacjonalizacji kolei w 1941 i powstania przedsiębiorstwa RENFE.

## Linie kolejowe
- Linia Linares Baeza – Almería